# Alex Rae (1946)
Alex Rae (Glasgow, 23 augustus 1946) is een voormalig Schots voetballer en trainer. 

## Carrière
Rae speelde voor East Fife, Bury, Partick Thistle, Cowdenbeath en Forfar Athletic. 
Van 1980 en 1982 was Rae trainer van Forfar Athletic. 